# KK FMP

O Košarkaški klub FMP (sérvio:Кошаркашки клуб ФMП), chamado também de KK FMP, é um clube profissional de basquetebol sediado na cidade de Belgrado, Sérvia. Foi fundado em 1975 e manda seus jogos na Železnik Hall que possui capacidade de 3.000 espectadores.

## Premiações

### Nacional
Liga da Sérvia e Montenegro
- Finalista (3) – 1997, 1998, 2003

Copa da Sérvia e Montenegro
- Campeão (1) – 1997

Copa Radivoj Korać
- Campeão (3) – 2003, 2005, 2007
- Finalista (3) – 2004, 2010, 2011

### Regional
Liga Adriática
- Campeão (2) – 2003–04, 2005–06
- Finalista (1) – 2006–07